# Ebru Şahin (judoka)
Ebru Şahin (28 de julio de 1992) es una deportista turca que compite en judo. Ganó una medalla en los Juegos Europeos de Bakú 2015, y dos medallas en el Campeonato Europeo de Judo en los años 2013 y 2015.

## Palmarés internacional
| Juegos Europeos    | Juegos Europeos    | Juegos Europeos   | Juegos Europeos |
| Año                | Lugar              | Medalla           | Categoría       |
| ------------------ | ------------------ | ----------------- | --------------- |
| 2015               | Bakú (Azerbaiyán)  | Medalla de plata  | –48 kg          |
| Campeonato Europeo |                    |                   |                 |
| Año                | Lugar              | Medalla           | Categoría       |
| 2013               | Budapest (Hungría) | Medalla de bronce | –48 kg          |
| 2015               | Bakú (Azerbaiyán)  | Medalla de plata  | –48 kg          |